# SportAs
SportAs ist ein österreichisches Sportmagazin. Das Magazin wird seit 1987 vom Ellis Verlag in Wien herausgegeben und ist mit einer Auflage von rund 165.000 Stück das auflagenstärkste Sportmagazin Österreichs. Das monatlich erscheinende Magazin im Format A3, erreicht rund 350.000 Leser (Verlagsangaben).
SportAs berichtet in zwölf Rubriken über Hauptsportarten mit Österreichbezug:
- Fußball
- Ballsportarten (Handball, Basketball, Volleyball, Faustball)
- Skisport (Ski Alpin, Ski Nordisch)
- Tischtennis und Tennis
- Motorsport (Formel 1, Motorradsport usw.)
- US Sport (Eishockey, Football, Baseball)
- Leichtathletik
- Wassersport
- Radsport
- Golf
- Outdoor
- Kontaktsport